# 悪名
『悪名』（あくみょう）は、今東光の長編小説。昭和の戦前期を舞台に、「八尾の朝吉」こと村上朝吉が故郷の河内を出て博徒となり、弟分とともに喧嘩と恋に明け暮れるさまが描かれる。この項目では本作を原作とした映画シリーズおよび、演劇についても記述する。

## 小説
1960年に『週刊朝日』で連載。1961年に新潮社で単行判が発売され、1963年に角川文庫（全2巻）、1964年に新潮文庫で再刊された。

## 映画

### 勝新太郎主演版
原作小説を連載していた『週刊朝日』の編集長田中利一が、大映の監督・田中徳三の実兄だった縁で、1961年に映画化された。朝吉を勝新太郎、その弟分（1作目・2作目「モートルの貞」→3作目～14作目「清次」）を田宮二郎が演じた。映画第1作のヒットを受け、以降は脚本家依田義賢のオリジナルでシリーズ化され、大映で15作、勝プロで1作の全16作が製作された。
原作の朝吉は基本的に流れ者であるが、第2作では没落した博徒一家に乞われ親分の座に就く描写がある。また原作小説が朝吉の出征で物語が完結するのに対し、映画シリーズでは舞台を戦後に移し、朝吉らが行く先で暗躍するヤクザたちを退治するさまが描かれた。
同シリーズ中で永田靖が演じたライバル「シルクハットの親分」に類似したキャラクターが『緋牡丹博徒シリーズ』（東映）に「シルクハットの大親分」（演：若山富三郎）として登場している。
1. 悪名（1961年、大映）
  - 監督：田中徳三
  - 出演：勝新太郎、田宮二郎、中村玉緒、中田康子、山茶花究、水谷良重、藤原礼子、浪花千栄子、須賀不二男、伊達三郎、他
2. 続悪名（1961年、大映）
  - 監督：田中徳三
  - 出演：勝新太郎、田宮二郎、中村玉緒、水谷良重、藤原礼子、浪花千栄子、中村鴈治郎、上田吉二郎、羅門光三郎、他
3. 新悪名（1962年、大映）
  - 監督：森一生
  - 出演：勝新太郎、田宮二郎、中村玉緒、藤原礼子、万里昌代、浜田ゆう子、茶川一郎、他
4. 続新悪名（1962年、大映）
  - 監督：田中徳三
  - 出演：勝新太郎、田宮二郎、水谷良重、赤城まり、ミヤコ蝶々、遠藤辰雄、茶川一郎、他
5. 第三の悪名（1963年、大映）
  - 監督：田中徳三
  - 出演：勝新太郎、田宮二郎、長門裕之、月丘夢路、西村晃、藤原礼子、南道郎、他
6. 悪名市場（1963年、大映）
  - 監督：森一生
  - 出演：勝新太郎、田宮二郎、嵯峨三智子、芦屋雁之助、芦屋小雁、藤田まこと、藤原礼子、茶川一郎、他
7. 悪名波止場（1963年、大映）
  - 監督：森一生
  - 出演：勝新太郎、田宮二郎、滝瑛子、水原弘、藤原礼子、藤田まこと、弓恵子、清川虹子、吉田義夫、青山ミチ、他
8. 悪名一番（1963年、大映）
  - 監督：田中徳三
  - 出演：勝新太郎、田宮二郎、江波杏子、藤原礼子、丸井太郎、芦屋雁之助、芦屋小雁、他
9. 悪名太鼓（1964年、大映）
  - 監督：森一生
  - 出演：勝新太郎、田宮二郎、朝丘雪路、若松和子、芦屋雁之助、芦屋小雁、田端義夫、他
10. 悪名幟（1965年、大映）
  - 監督：田中徳三
  - 出演：勝新太郎、田宮二郎、水谷良重、ミヤコ蝶々、佐藤慶、内田朝雄、島田竜三、他
11. 悪名無敵（1965年、大映）
  - 監督：田中徳三
  - 出演：勝新太郎、田宮二郎、八千草薫、藤村志保、千波丈太郎、花沢徳衛、藤岡琢也、他
12. 悪名桜（1966年、大映）
  - 監督：田中徳三
  - 出演：勝新太郎、田宮二郎、市原悦子、須賀不二男、藤岡琢也、沢村貞子、多々良純、他
13. 悪名一代（1967年、大映）
  - 監督：安田公義
  - 出演：勝新太郎、田宮二郎、森光子、長門勇、坪内ミキ子、浜田ゆう子、小池朝雄、他
14. 悪名十八番（1968年、大映）
  - 監督：森一生
  - 出演：勝新太郎、田宮二郎、安田道代、森光子、金田龍之介、西村晃、藤田まこと、京唄子、鳳啓助、他
15. 悪名一番勝負（1969年、大映）※田宮は大映退社により出演せず
  - 監督：マキノ雅弘
  - 出演：勝新太郎、江波杏子、安田道代、田村高廣、津川雅彦、小川真由美、山本学、辰巳柳太郎、他
16. 悪名 縄張（しま）荒らし（1974年、勝プロ・東宝）※『悪名』『続悪名』のリメイク
  - 監督：増村保造
  - 出演：勝新太郎、北大路欣也、中村鴈治郎、大滝秀治、アイ・ジョージ、望月真理子、十朱幸代、太地喜和子、他

### 幻の東映版
原作の版権が東映へ移り、1973年には菅原文太主演でリメイクすると公表されたが、製作されなかった。 

### 的場浩司主演版
2001年に再び映画化され、朝吉役を的場浩司、貞役を東幹久が演じた。この節ではオリジナルビデオとして制作された続編についても扱う。
- 悪名 AKUMYOH（2001年、シネマパラダイス）
  - 監督：和泉聖治
  - 出演：的場浩司、東幹久、櫻井淳子、さとう珠緒、遠藤久美子、トミーズ雅、青田典子、千葉真一、他
- 悪名2 荒ぶる喧嘩魂（2001年、シネマパラダイス）※オリジナルビデオ作品
  - 監督：和泉聖治
  - 出演：的場浩司、東幹久、櫻井淳子、さとう珠緒、遠藤久美子、トミーズ雅、青田典子、千葉真一、他

## 舞台
- 2002年に舞台版が制作され、朝吉役を勝新太郎の息子である鴈龍太郎が、貞役を堤大二郎が演じた。
- 2014年にマキノノゾミ演出で音楽劇となり（原作は『新悪名』）、沢田研二が朝吉役、野田晋市が清次役、いしのようこが朝吉の妻お絹役を演じている。